# Вампирская паника в Новой Англии
Вампирская паника в Новой Англии (англ. New England vampire panic) — реакция на вспышку туберкулёза в XIX веке в США на территории Род-Айленда, восточного Коннектикута, южного Массачусетса, Вермонта и других районов штатов территории Новой Англии. Вспышки туберкулёза распространились среди населения, и для жителей болезнь стала невидимой угрозой, так как о причине заболевания никто не знал. Эпидемия была настолько серьёзной, что с 1786 по 1800 год она унесла около 2% жителей региона. 
Некоторые жители считали, что туберкулёз был вызван тем, что «умершие пожирают жизни своих выживших родственников». Известные случаи проведения ритуалов вызвали внимание и комментарии в СМИ, где описывались случаи эксгумации захоронений и ритуальных сожжениях внутренних органов, чтобы остановить «вампира» от нападения на местное население с целью предотвращения распространения болезни и защиты выживших от чахотки. Тела умерших эксгумировали для выявления признаков вампиризма. В Новой Англии признаки вампиров определяли по внешнему виду трупа — насколько он выглядел свежим. Одним из признаков вампиризма считались следы жидкой крови в сердце или других органах. Если труп идентифицировали как вампира, останки либо переворачивали в могиле, либо, в некоторых случаях, сжигали органы, а пострадавшие члены семьи вдыхали дым, чтобы вылечить чахотку. В попытке защитить выживших и предотвратить последствия чахотки тела погибших от этой болезни эксгумировали и исследовали. Предлагалось несколько способов остановить умершего: самым щадящим из них было просто перевернуть тело в могиле. В других случаях семьи сжигали «свежие» органы недавно умерших, в редких случаях тела обезглавливали, а останки перезахоранивали.

## История

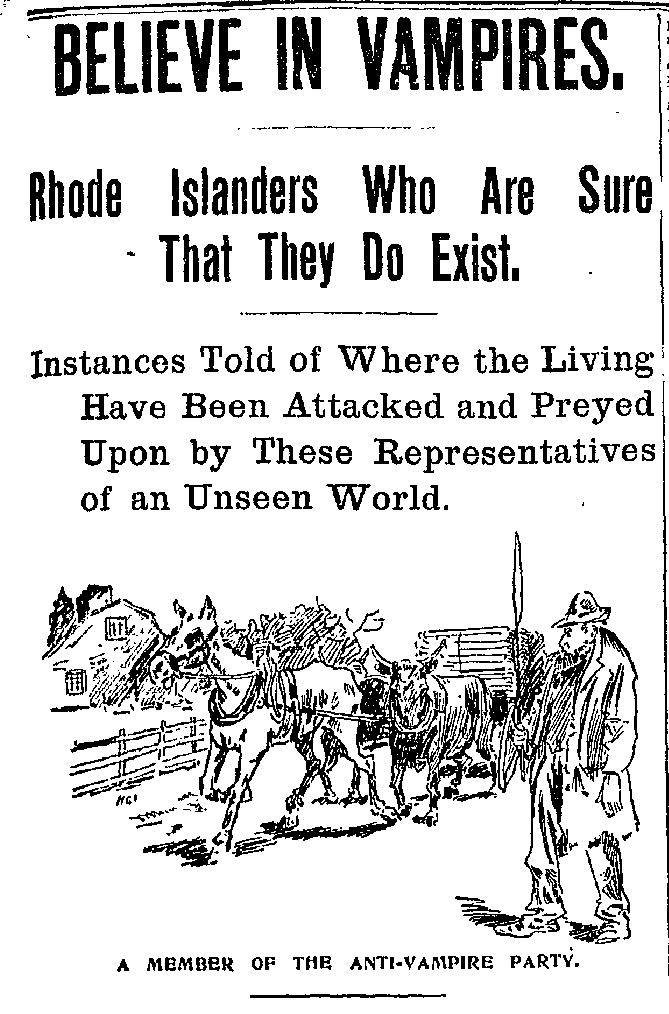
Заголовок и редакционная карикатура из статьи в Boston Daily Globe о суевериях в сельской местности Род-Айленда

В тот период времени туберкулёз был известен как болезнь, которая «поедает тело» инфицированного человека. В настоящее время известно, что это бактериальное заболевание, но этот факт был открыт только в конце XIX века. Инфекция легко распространялась в семье: если некто умирал от чахотки, другие часто заражались и также постепенно теряли здоровье. Люди считали, что это происходило из-за того, что умерший больной туберкулёзом «высасывал жизнь из других членов семьи». Эта версия была широко распространена в американской Новой Англии и Европе.

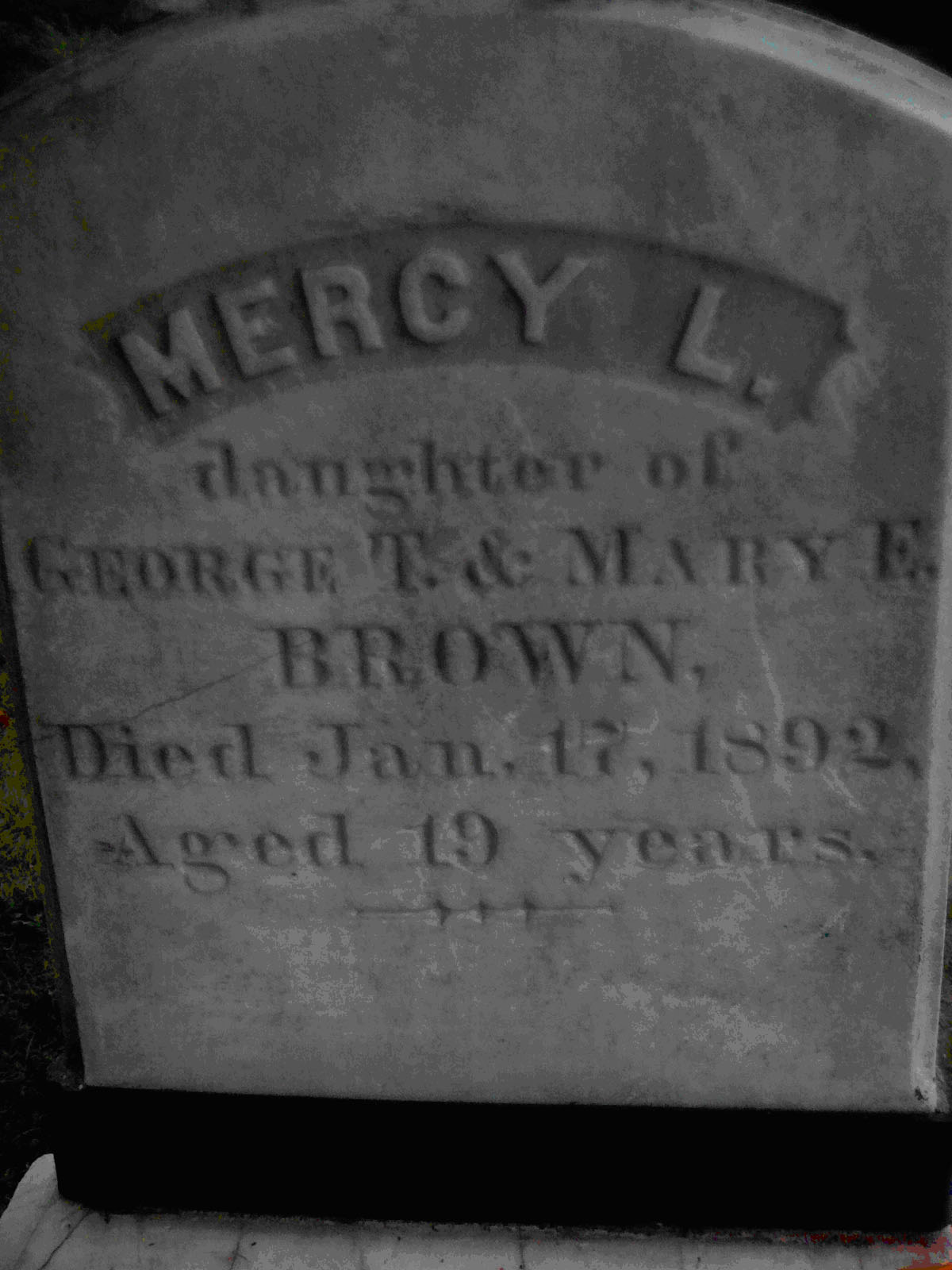
Могила Мерси Лены Браун

Одним из наиболее известных случаев является история Мерси Браун. Мать Мерси заболела туберкулёзом, который распространился на остальную часть семьи женщины — на её сестру, брата и, наконец, на саму Мерси. Соседи считали, что один из членов семьи был заражённым вампиром. Через два месяца после смерти Мерси её отец — Джордж Браун, не веривший, что виноват вампир, неохотно позволил эксгумировать тело дочери. Так как она была похоронена в середине зимы, её тело почти не разложилось. Местные жители заметили, что в могиле у неё выросли ногти и волосы — именно по этим признакам семья женщины сделала вывод, что погребённая была вампиром. Сердце и печень Мерси Браун сожгли, пепел смешали с водой и дали выпить смесь больному чахоткой брату Эдвину. Несмотря на это, он умер через два месяца. То, что осталось от тела Мерси, было перезахоронено на кладбище баптистской церкви в Эксетере.
В 1859 году Генри Дэвид Торо описал другой подобный случай, произошедший с семьёй Фредерика Рэнсома из Вермонта, несколько членов которой умерли от чахотки. Семья «сожгла лёгкие, сердце и печень последнего умершего, чтобы предотвратить её появление у кого-либо ещё», его сердце было сожжено в кузнечном горне. Специалист в области фольклористики доктор Майкл Белл, проводивший исследование этого феномена в Новой Англии, заявил: «Нет достоверных сведений о том, что труп действительно мог покинуть могилу, и мало доказательств того, что люди, участвовавшие в подобных ритуалах, называли это „вампиризмом“ или относились к умершим как к „вампирам“, но в газетных сообщениях для обозначения действий, проводимых над телами умерших, использовался этот термин».
Пострадавшие семьи, скорее всего, не называли умерших «вампирами», потому что в то время это слово не было широко распространено в американском обществе. Однако оно появлялось в газетах и люди его использовали, так как происходящее напоминало истории о вампирах в Восточной Европе.